# Brancsikellus gracilis
Brancsikellus gracilis är en insektsart som först beskrevs av Brancsik 1897.  Brancsikellus gracilis ingår i släktet Brancsikellus och familjen gräshoppor. Inga underarter finns listade i Catalogue of Life.